# Carlos Weitz
Carlos Eduardo Weitz (Buenos Aires, 7 de octubre de 1961) es un economista argentino, consultor en temas financieros y regulatorios, ha ocupado distintos cargos en la administración pública, como Presidente de la Comisión Nacional de Valores, Superintendente de la Superintendencia de Administradoras de Fondos de Jubilaciones y Pensiones y Director del Banco Ciudad de Buenos Aires, entre otros. Es docente universitario de posgrado en temas vinculados a finanzas tecnológicas (Fintech), grandes empresas tecnológicas (Bigtechs) monedas digitales, mercado de criptoactivos e impacto de la inteligencia artificial en el sistema financiero.

## Trayectoria
Weitz cursó estudios secundarios en el Colegio Nacional de Buenos Aires, desarrolló su carrera universitaria de grado en la Facultad de Ciencias Económicas de la Universidad de Buenos Aires, de la que egresó en 1984 con el título de Licenciado en Economía, y se doctoró en Economía Internacional en la Universidad Autónoma de Madrid obteniendo el diploma de Doctor con calificación cum laude por la defensa de su tesis: "Factores determinantes de la balanza por cuenta corriente de los países deudores de América Latina: una aplicación a los países no exportadores de petróleo. Los casos de Brasil, Argentina y Chile, 1970-1982".
Comenzó su carrera como economista de Argentina en el Área Financiera Internacional del Banco Central de la República Argentina, luego fue designado Director de Negociaciones Crediticias en el Ministerio de Economía para después pasar a desempeñarse en la Ciudad de Washington D.C como representante Financiero Alterno Argentino ante Estados Unidos, Canadá y Japón. Posteriormente fue designado Presidente de Comisión Nacional de Valores desde junio de 2000 hasta marzo de 2002. Durante su mandato como Presidente de la CNV se impulsaron investigaciones sobre actos de corrupción financiera vinculados a importantes inversores institucionales e intermediarios en el mercado de capitales argentino, que concluyeron en sanciones administrativas y en condenas penales. En mayo de 2003 comenzó su primer mandato como Superintendente de la Superintendencia de Administradoras de Fondos de Jubilaciones y Pensiones hasta noviembre de ese mismo año. En octubre de 2004 fue nombrado director del Banco Ciudad de Buenos Aires, cargo que ejerció hasta agosto de 2006. En enero de 2008 comenzó su segundo mandato como Superintendente de la Superintendencia de Administradoras de Fondos de Jubilaciones y Pensiones, cargo al que terminó renunciando en octubre de ese mismo año. Posteriormente, desde agosto de 2009 hasta mayo de 2010 fue nombrado director del Banco Latinoamericano de Exportaciones (BLADEX).
Ha dictado conferencias sobre temas financieros en el país y en el exterior, ha sido consultor de organismos internacionales tales como el Banco Interamericano de Desarrollo (BID) y la Organización Internacional del Trabajo (OIT) y ha publicado numerosos artículos sobre el sistema financiero, nacional e internacional, en los principales diarios del país y en publicaciones del exterior.
Desde el punto de vista académico ha sido docente en la Facultad de Ciencias Económicas (Universidad de Buenos Aires) designado por concurso,y ha dictado clases en distintos cursos de posgrado vinculados a temas financieros y regulatorios: Maestría en Finanzas de la Universidad de San Andrés, Programa de Especialización en Mercado de Capitales de la Universidad de Buenos Aires y de Administración Bancaria en la Universidad Nacional de La Matanza.
Actualmente es docente en posgrados de la Facultad de Ciencias Económicas de la Universidad de Buenos Aires en Fintech, Bigtechs, Monedas Digitales y Criptoactivos, e Inteligencia Artificial en sistema financiero, habiendo publicado numerosos artículos sobre esta temática.

## Artículos Publicados
- Los límites y desafíos de la regulación financiera global y local de la Inteligencia artificial, 07-07-2025
- La tecnología blockchain, una herramienta para fortalecer la democracia- 08-07-2024
- Universo cripto, la palabra libertad y la conveniencia de consensuar una regulación moderna 08-01-2024
- Bitcoin, el ecosistema de las criptomonedas en Argentina y la CNV en su encrucijada Ámbito Financiero, 26-04-2023.
- La disparada del precio del bitcoin y el avistaje de ballenas Ámbito Financiero, 12-04-2023.
- El precio del bitcoin en un escenario de fragilidad financiera Ámbito Financiero, 16-03-2023.
- Los criptoactivos y una asignatura pendiente: la regulación de los exchanges centralizados Ámbito Financiero, 08-08-2022.
- La caída de las criptomonedas y el despertar de los reguladores Ámbito Financiero, 19-07-2022.
- Criptomonedas: el crash de las privadas y el crecimiento de las públicas Ámbito Financiero, 16-05-2022.
- Criptomonedas y metaverso: la nueva realidad digital en el centro del debate Ámbito Financiero, 19-04-2022.
- Un diablo para los mercados endiablados Diario La Nación, 29-07-2007.
- La esperanza de vida es un dato político Clarín (periódico), 24-03-2008.
- Confusión de confusiones Página/12, 26-12-2010.
- La fiebre del oro Página/12, 10-10-2010.
- Luces y sombras Página/12, 22-01-2006.
- Claves para un mercado sólido Diario La Nación, 26-09-2004.
- Nuevos conflictos de interés Diario La Nación, 20-06-2004.
- La Reforma Financiera Internacional Grupo Fénix.
- Verdadera pornografía Página/12, 23-01-2012.
- Hacia un modelo integrado de regulación y supervisión financiera. Experiencia internacional y el caso argentino. Facultad de Ciencias Económicas (Universidad de Buenos Aires).
- Los colosos financieros (enlace roto disponible en Internet Archive; véase el historial, la primera versión y la última). Clarín (periódico), 01-12-2002.
- El Mercado de Capitales Argentino en su Encrucijada Instituto Iberoamericano de Mercados de Valores, 2001.